# Jan IV Qurzahli
Jan IV Qurzahli (ur. ?, zm. ?) – w latach 910–922 58. syryjsko-prawosławny Patriarcha Antiochii. 